# 麥哲倫省

麥哲倫省是智利的54個省份之一，位於該國南部，由麥哲倫-智利南極大區負責管轄，首府設於蓬塔阿雷納斯，面積36,400平方公里，2002年人口121,675，人口密度每平方公里3.3人。

## 外部連結
- Carlos III Island Marine Park（页面存档备份，存于）